# Békésszentandrás
Békésszentandrás je vas na Madžarskem, ki upravno spada pod podregijo Szarvasi Županije Békés.